# Kouros

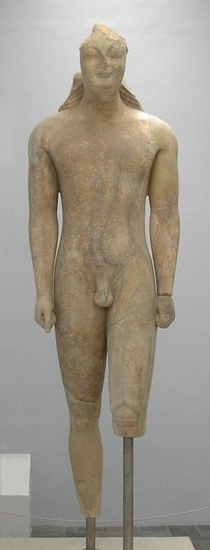
O Kouros de Samos, Museu Arqueológico Nacional de Atenas

Kouros (em grego: κοῦρος; "jovem", "rapaz"; pl.: kouroi) designa um tipo de estátua da Grécia Antiga, representando um jovem do sexo masculino. Esta figura apresenta-se sempre em pé e desnuda, com cabelos longos frisados, e trazendo no rosto sereno o sorriso típico da escultura do Período Arcaico da arte grega (c. 650 a.C. a 500 a.C.). Kouroi são produzidos desde o século VIII a.C. até à implementação do chamado estilo rigoroso em cerca de 480 a.C., que precede o período clássico. 

## O termo
O nome kouros, que os antigos gregos associavam à imagens de jovens masculinos nus, é também utilizado por Homero para se referir a jovens soldados. A partir do século V a.C. a palavra passou a ser especificamente associada a um jovem adolescente sem barba. Historiadores de arte da modernidade usaram, a partir da década de 90 do século XIX, o termo kouros para designar estas estátuas desnudas. Kouroi também eram conhecidos normalmente por Apolos, visto acreditar-se que todas estas estátuas representavam Apolo.

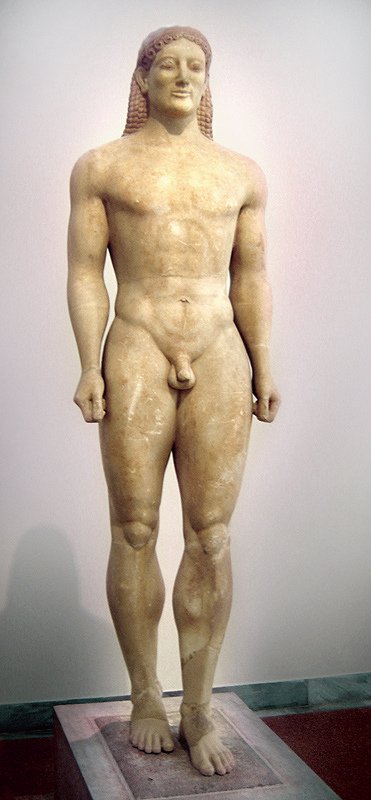
Kouros Kroisos, Museu Arqueológico Nacional de Atenas

## Caracterização
Os primeiros kouroi eram feitos de madeira e não sobreviveram até aos nossos dias devido à sensibilidade do material. Por volta do século VII a.C., os gregos passam a dominar o trabalho em pedra, aprendendo-o com as ferramentas metálicas dos egípcios (que já haviam aprendido a arte da fabricação dos metais com os invasores hicsos, estes oriundos dos povos do mar relacionados as invasões indo-européias), e criam kouroi em pedra, especialmente em mármore originário das ilhas de Paros e Samos, possivelmente pintando-os depois.
Resultado das visitas constantes de mercenários e mercadores gregos ao Egito, tanto a kore como o kouros vão se deixar fortemente influenciar pela arte do Antigo Egito. Principalmente na fase arcaica, estas estátuas são pautadas por uma rígida simetria e frontalidade, característica assimilada das estátuas egípcias. As extremidades do corpo transmitem pouco movimento, embora algumas vezes estátuas se posicionem como se estivessem a dar um passo em frente, embora de um modo artificial. Mas ao contrário das estátuas egípcias na mesma posição, os kouroi apresentam uma ligeira inclinação para a frente, não deixando que o peso do corpo assente somente na perna que fica recuada. Também como nas suas parentes egípcias, o tronco é largo e a cintura estreita, e os músculos e as articulações são modulados de forma esquemática. Geralmente apresentam os braços caídos aos longo do corpo, mas também existem os que têm um braço erguido a partir do cotovelo formando um ângulo de 90º com o tronco, e que seguram na mão uma oferenda. 
Os kouroi estão sempre nus, usando no máximo um cinto, e ocasionalmente botas. O equivalente feminino do kouros designa-se kore, e, contrariamente ao seu semelhante masculino, veste uma espécie de túnica chamada peplos.
A cabeça erguida e os olhos são direccionados para o ponto de vista do observador, e nunca saem deste eixo rígido. Os rostos demonstram influência da arte cretense e são modulados como se de um estereótipo se tratasse: usam o cabelo longo e frisado ou com contas ao modo cretense, e os olhos possuem um aspecto similar ao da escultura egípcia, que era na altura copiada na produção cretense. Tanto os kouroi, como a sua semelhante feminina, exibem um sorriso controlado de lábios cerrados, o chamado sorriso arcaico. Também existem figuras de homens já adultos usando barba, mas estes não se inserem na designação de kouroi. 
Mais tarde estas estátuas assumem poses mais naturalistas e os penteados deixam-se influenciar mais pela moda da Grécia continental.
No século VI a.C. os kouroi, que até então possuem uma escala humana, aumentam de dimensão à medida que a sociedade grega enriquece e se sente mais à vontade na modulação do mármore. Algumas estátuas podem chegar a atingir 3 ou 4 vezes o tamanho da escala real humana.

## Funções

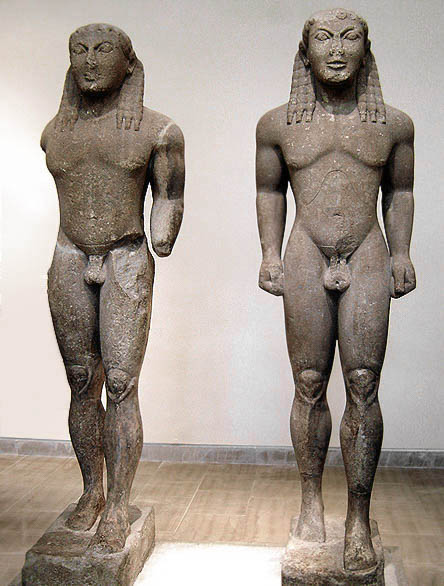
Cleobis e Bitão, Museu Arqueológico de Delfos.

Crê-se que, em períodos iniciais, o kouros possuísse características mágicas, e que representasse a imagem dos deuses. Por volta do século VII a.C., o primeiro período para o qual existem fontes, pode-se concluir que os kouroi servem dois propósitos. São apresentados em templos por gregos proeminentes como oferendas votivas, o que se pode comprovar pelas inscrições que surgem frequentemente nos seus pedestais. Também são colocados em cemitérios, em túmulos de cidadãos importantes, onde representam o falecido como o ideal da masculinidade. No entanto, os kouroi nunca representam pessoas reais, os seus rostos não são retratos, mas antes uma representação simbólica do falecido. Somente a partir de finais do século VI a.C., os kouroi passam a representar pessoas reais de um modo naturalista, embora nunca perdendo totalmente a rigidez da tradição formal.
A maior parte destas estátuas é encomendada por aristocratas como oferendas para templos, ou pelas suas famílias para serem colocadas sobre os seus túmulos. A escultura em mármore é demasiado dispendiosa e somente os mais abastados podem pagar a escultores por obras deste valor. Deste modo, os kouroi tornam-se o símbolo da riqueza e do poder da classe aristocrática grega. Consequentemente, quando esta classe perde poder no século VI a.C., os kouroi saem de moda na produção artística.